# مقاطعة سيفير (يوتا)
مقاطعة سيفير (بالإنجليزية: Sevier County)‏ هي إحدى مقاطعات ولاية يوتا في الولايات المتحدة الأمريكية.